# ثقب أسود ثنائي
ثقب أسود ثنائي (بالإنجليزية:Binary black hole، إختصاراً: BBH) هو نظام يتكون من ثقبين أسودين متقاربين يدوران حول بعضهما، ويمكن أن يكون على صنفين، «ثقب أسود ثنائي نجمي الكتلة» تتشكل هذه الثقوب السوداء من بقايا إنفجار مستعر أعظم أو عمليات ديناميكية أخرى في نظام نجمي ثنائي، و«ثقب أسود ثنائي فائق الكتلة» يعتقد أنه ثنائي ينتج عن إندماج المجرات.
لعديد من السنوات كان إثبات وجود الثقوب السوداء الثنائية أمراً صعباً بسبب طبيعتها الخاصة ووسائل الرصد المحدودة المتوفرة، مع ذلك عند إندماج ثقبين أسودين فإن التفاعل بينهما يجب أن يطلق مقدار هائل من الطاقة بشكل موجات جاذبية بنمط خاص يمكن تمييزه حسب النظرية النسبية العامة. وهذا ما أعطى الثقوب السوداء الثنائية أهمية علمية خاصة في القرنين الأخيرين بإعتبارها أحد أقوى المصادر لموجات الجاذبية ولكون رصد موجات الجاذبية يمكنه إثبات وجود مثل هكذا أنظمة بشكل مباشر.
عند دوران الثقبان في الثانئي حول مدارهما فإنهما يطلقان موجات جاذبية، مع الزمن يتناقص مدارهما والمسافة الفاصلة بينهما مما يقلل الزمن المداري لدورانهما، هنا يسمى النظام بثقب اسود ثنائي، يستمر التناقص بالمدار حتى يندمج الثقبان معاً عندما يقتربان من بعضهما بدرجة كافية ليصبحان ثقب أسود واحد منفرد في حالة مستقرة مع رصد موجات جاذبية متضائلة في عملية تسمى «رنين هابط؛ ringdown»، في الثواني الأخيرة قبل حصول الإندماج تزداد شدة وتردد موجات الجاذبية حتى تصل إلى أعظم قيمة لها قبل حصول الإندماج بأجزاء من الثانية ثم تتلاشى بعد إكتمال الإندماج.
وأخيراً تم إثبات وجود ثقب أسود ثنائي نجمي عندما رصدت موجات الجاذبية لنظام سمي GW150914 من قبل مرصد ليغو والذي تبين بأنه نمط يعود لإندماج ثنائي ثقوب سوداء نجمي بكتلة حوالي 30 كتلة شمسية على بعد 1.3 مليار سنة ضوئية منّا، قبل حصول الإندماج بزمن 20ms أثناء الدوران أطلق الثنائي طاقة تعادل 3 كتلة شمسية بشكل طاقة جاذبية بلغت ذروتها ({\displaystyle 3.6\times 10^{49}watt})، أكبر من مجموع الطاقة الضوئية المنبعثة من كافة النجوم في الكون المرئي مجتمعةً، كما عُثر على نظامين مرشحين ليكونا ثقب أسود ثنائي فائق الكتلة لكن لم يتم إثبات هذا بعد.

## الوجود

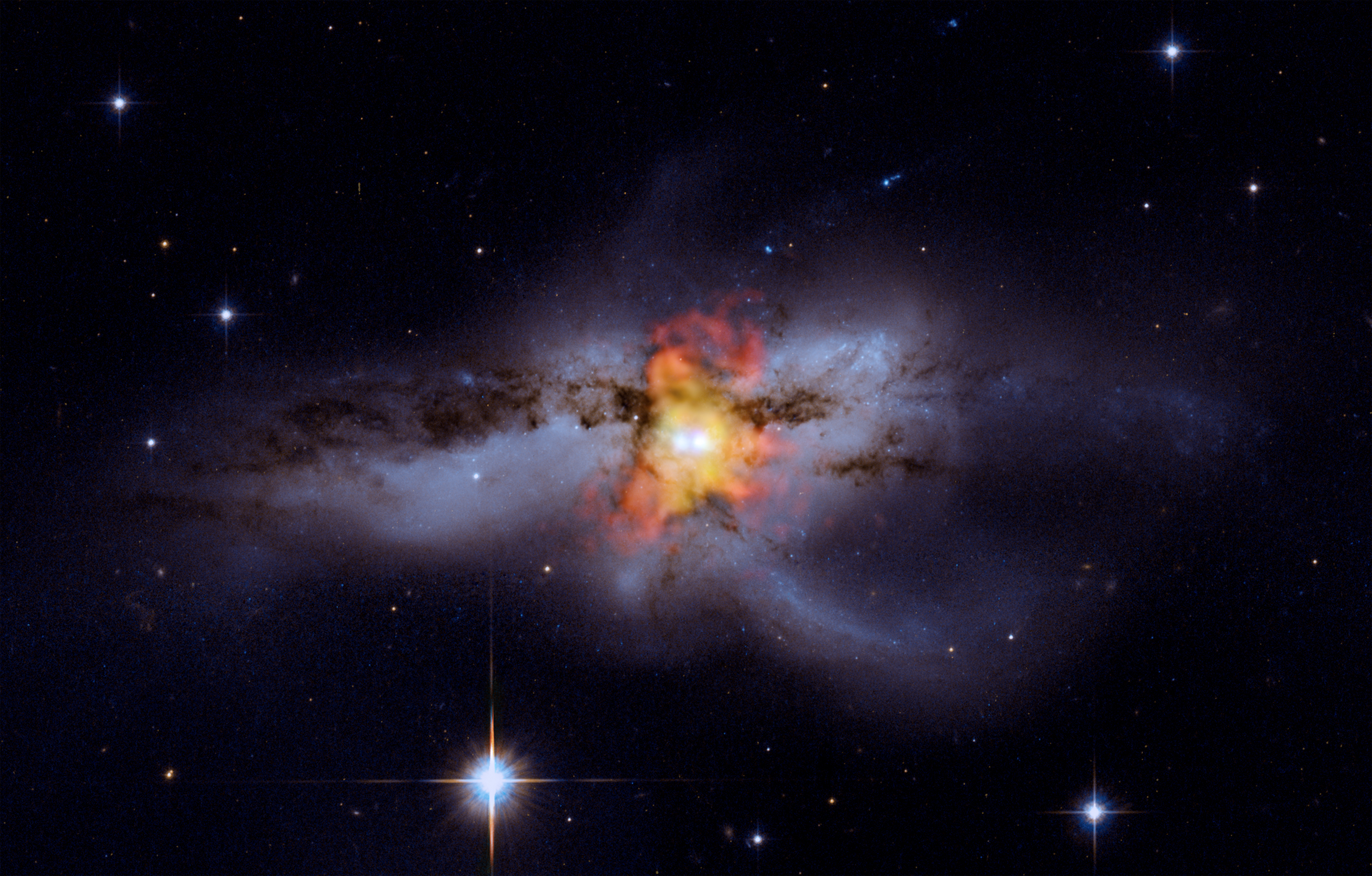
مجرة NGC 6240، تظهر بأنها ناتجة عن إصطدام مجرتين غير مكتمل حيث لا تزال الثقوب السوداء الفائقة للمجرتين منفصلة وسهلة التمييز مشكلةً ثقب أسود ثنائي فائق الكتلة.

ساد الإعتقاد بوجود ثنائيات الثقوب السوداء فائقة الكتلة متشكلة بفعل إصطدام المجرات، أكثر المرشحات لإحتواء ثنائي ثقوب سوداء هي المجرات ذات القلب المزدوج والذي لا يزال منفصل بشكل واضح، ومن الأمثلة على المجرات ذات القلب المزدوج هي مجرة NGC 6240. كما من المحتمل وجود الثنائيات المتقاربة بشكل كبير في قلب مجرة منفرد لكن يظهر خطوط إنبعاث مزدوجة وكأمثلة عليها SDSS J104807.74+005543.5 و EGSD2 J142033.66 525917.5. كما يُقترح أن الأنبعاثات الدورية في أنوية المجرات الأخرى تدل على وجود أجسام عملاقة في حالة دوران مداري مع ثقب أسود مركزي، مثل مجرة OJ287.
الكوازار PG 1302-102 يبدو بأنه يملك ثنائي ثقوب سوداء بفترة دوران مدارية تساوي 1900 يوم.
كما وقد تم إثبات وجود ثقب أسود ثنائي نجمي الكتلة من خلال أول رصد موثق من قبل مرصد ليغو لإندماج ثقبين أسودين المسمى GW150914.

## مشكلة الفرسخ الأخير
عند إندماج المجرات، من غير المرجح حصول إصطدام مباشر للثقبان الأسودان في مركز المجرتين، ما يحصل في الواقع هو أن الثقبين سيتجاوزان بعضهما بمدارات بشكل قطع زائد في حالة عدم وجود آلية معينة تفقدهما طاقتهما لتبقيهما معاً في مدار مستقر، أهم آلية يمكن أن تحصل هي الإحتكاك الديناميكي والتي تنقل الطاقة الحركية من الثقب الأسود إلى المادة القريبة منها، فعندما يتجاوز ثقب أسود نجماً مثلاً فإن تأثير قذف الجاذبية يدفع النجم إلى الحركة بتسارع متزايد بينما يتباطأ الثقب الأسود. تكرار هذا يؤدي إلى إبطاء الثقوب السوداء لحد يسمح لها بتشكيل روابط جاذبية لتكوين الأنظمة الثنائية، تستمر عمليات الإحتكاك الديناميكي بسحب طاقة الثقوب السوداء حتى يتقلص الفضاء بين الثقبين إلى عدة فراسخ فلكية، إضافةً إلا أن هذه العملية تعمل على إبعاد المادة القريبة من الثقبين الأسودين حتى يتبقى القليل منها مما يستلزم وقت طويل جداً أطول من عمر الكون لجعل هذين الثقبين يندمجان معاً. يمكن أن تسبب موجات الجاذبية التي يولدها الثنائي خسارة في الطاقة أيضاً لكنها لن تقلص المسافة الفاصلة أكثر من حوالي 0.01-0.001 فرسخ فلكي.
مع ذلك، يمكن إيجاد أدلة على وجود ثقوب سوداء فائقة الكتلة مندمجة حقاً، كما في يبدو في PKS 1302-102، كيف تم سحب طاقة الثقبين لحصول هذه الإندماجات هو ما يعرف بـ«مشكلة الفرسخ الأخير».
تم اقتراح عدد من الحلول لمشكلة الفرسخ الأخير أغلبها تتضمن آليات تشمل مادة إضافية، قد تكون نجوم أو غاز، بحيث تكون قريبة كفاية لسحب الطاقة من الثنائي.
آلية أخرى معروفة يمكن أن تعمل على سحب الطاقة على الرغم من ندرتها وهي وجود ثقب أسود فائق الكتلة ثالث ناتج من إصطدام مجري ثاني، وبوجود ثلاث ثقوب سوداء تصبح المدارات فوضوية وتظهر ثلاثة آليات أخرى لفقدان الطاقة منها:
- تتحرك الثقوب السوداء في فضاء كبير جداً أكبر من نطاق المجرة، مما يجعلها تتفاعل مع كمية هائلة من المادة لتفقد طاقتها.
- يمكن أن تصبح المدارات ذات شذوذ عالي مما يجعلها تفقد الطاقة بشكل إشعاع الجاذبية شديد خاصة عند وصولهما إلى الحضيض.
- يمكن أن ينقل ثنائي ثقوب سوداء الطاقة إلى ثقب أسود ثالث وقد يتم قذف الأخير بعيداً عن الإثنين.[20]

## دورة حياة النظام

### المدار الحلزوني
المرحلة الأولى من حياة ثنائي ثقوب سوداء يسمى الدوران الحلزوني، يأخذ الثقبان الأسودان مدار حول بعضهما يتضاءل هذا المدار بمرور الزمن بشكل بطيء لهذا تكون هذه المرحلة هي الأطول زمناً، وموجات الجاذبية المنبعثة من دورانهما تكون ضعيفة جداً في البداية لأن المسافة الفاصلة بين الثقبين لا تزال كبيرة، يتقلص المدار بفعل فقدان الطاقة الناتج عن إطلاق موجات الجاذبية وفقدان الزخم الزاوي نتيجة التفاعل مع المادة المحيطة بهما كالنجوم.
بتقلص المسافة الفاصلة بين الثقبين تزداد سرعتهما المدارية مما يعني إزدياد في شدة وتردد موجات الجاذبية المنبعثة منهما وهذا يجعلهما يفقدان الطاقة بشكل متسارع. تستمر العملية حتى يصل الثقبان إلى المدار الدائري الداخلي المستقر (ISCO) وهو آخر مدار مستقر قبل الانتقال إلى مرحلة الإندماج.

### الإندماج
هي المرحلة التي تبدأ بعد تجاوز لثقبين للمدار المستقر الداخلي، وفيها يبدأ الثقبان بالإقتراب نحو بعضهما بسرعة، ثم يندمجان في ثقب واحد، في هذه المرحلة تصل موجات الجاذبية إلى ذروتها القصوى.

### الرنين الهابط
لحظة الإندماج، الثقب الأسود المنفرد الجديد سيبدأ بالرنين، هذا الرنين من موجات الجاذبية يضمحل في المراحل التالية لهذا تسمى هذه المرحلة «الرنين الهابط؛ Ringdown»، تبدأ هذه المرحلة عند إقتراب الثقبان الأسودان من بعضهما حتى تتلامس كرة الفوتونات لكل منهما، في هذه النقطة أغلب موجات الجاذبية المنبعثة ستذهب نحو أفق الحدث وتهبط سعتها، الموجات المرصودة من الخارج ستُظهِر إهتزاز مضمحل بشكل سريع كناتج من صدى الموجات المتبقية من الثقبان الأسودان والتي تتحرك في مدار دائري ضيق حول الثقب الجديد الناشئ.

## الرصد
أول رصد مؤكد لإندماج ثقب أسوج ثنائي نجمي الكتلة تم تأكيده من قبل مرصد ليغو، وكما تبين من الأرض فإن ثقبين أسودين بكتل 36 و29 كتلة شمسية إندمجا لتوليد ثقب أسود منفرد بكتلة 62 كتلة شمسية تقريباً، تحديداً في 14 سبتمبر 2015 الساعة 09:50 ت ع م.
تحولت 3 كتل شمسية تقريباً إلى إشعاع جاذبية خلال الإجزاء الأخيرة من الثانية قبل الإندماج بذروة بلغت ({\displaystyle 3.6\times 10^{56}erg/sec})، هذا يعادل 50 ضعف مجموع الطاقة المتولدة من النجوم في الكون المرصود. حصل التصادم على بعد 1.3 مليار سنة ضوئية من الأرض، أي أن هذا الإندماج حصل قبل 1.3 مليار عام، تتوافق الإشارة المرصودة مع تنبؤات النسب العددية بشكل جيد.

## المحاكاة الديناميكية
يمكن استخدام نماذج جبرية مبسطة لوصف الثقبين في حالة كونهما منفصلان خلال مرحلة الدوران الحلزوني وأيضاً لإيجاد حل للرنين الهابط الأخير في مرحلة الإندماج.
تقريبات بعد نيوتنية [الإنجليزية] يمكن أن تستعمل لوصف الحركة الحلزونية، حيث تقوم بتقريب معادلات حقل النسبية العامة بإدخال حدود جاذبية نيوتنية إضافية لها. والرتب المستخدمة لهذه الحسابات يمكن أن تكون 2PN أو 2.5PN أو 3PN.
تقريب الجسم الواحد المؤثر [الإنجليزية] EOB يقوم بحل المسائل الديناميكية لنظام ثقب اسود ثنائي عن طريق تحوير المعادلات لجعلها تصف جسم وحيد. هذه التقريبات مفيدة عندما تكون نسب الكتلة كبيرة، مثلا إندماج ثقب أسود نجمي الكتلة مع ثقب أسود مجري هائل الكتلة، لكن يمكن استعمالها للأنظمة الثنائية متساوية الكتلة.
يتطلب إيجاد حل لتطور الثنائي بشكل عام بما فيه الإندماج حل كامل المعادلات للنسبية العامة، يمكن تتحقيق هذا في المحاكاة النسبية العددية [الإنجليزية]، تحاكي هذه النماذج الزمكان وتظهر كيف يتغير مع الوقت. في هذه الحسابات من المهم الحصول على تفاصيل دقيقة كافية حول ما يحدث قرب الثقوب السوداء مع ذلك يجب أن يكون هناك حجم فضاء كافي لتحديد إشعاع الجاذبية المنتشر إلى المالانهاية. وللحصول على هذا يتم استخدام عدد قليل وكافي من النقاط القابلة للتتبع على مدى زمني معقول في المحاكاة، كما يمكن ان تستعمل نظم إحداثية خاصة مثل إحداثيات بوير-ليندكويست [الإنجليزية] أو إحداثيات عين-السمكة.
بالرغم من التحسينات السريعة التي طرأت على تقنيات محاكاة النسبية العددية عن المحاولات الأولى في الستينيات والسبعينيات، إلا أن عملية المحاكاة الطويلة للثقوب السوداء في المدارات لم تكن ممكنة حتى تمكنت ثلاث مجموعات مستقلة من البحثين في 2005 من تطوير طرق جديدة في محاكاة المدارات الحلزونية والإندماج والرنين الهابط للثقوب السوداء.
في الحسابات الكاملة لعملية الإندماج، يمكن استخدام عدة طرائق من المذكورة في الأعلى معاً ومن المهم بعد ذلك ملاءمة الأجزاء المختلفة للنموذج التي وضعت باستخدام خوارزميات مختلفة، مشروع لازاروس عمل على ربط الأجزاء معاً خلال وقت الإندماج في سطح فائق شبيه بالفضاء.
يمكن أيضاً أن تتضمن نتائج الحسابات طاقة الربط، في المدار المستقر طاقة الربط تمثل نهاية صغرى محلية نسبةً إلى معامل الإضطراب، بينما في المدار الدائري الداخلي المستقر تتحول إلى نقطة إنقلاب.
كما أن شكل موجة الجاذبية المتولدة مهم للتحقق من الرصد والإثبات العملي، فعندما يصل الدوران الحلزوني للثقبان لمنطقة حقل الجاذبية القوية تتشتت موجات الجاذبية داخل المنطقة منتجةً ما يسمى بـ«ذيل بعد نيوتني؛ PN tail».
مرحلة الرنين الهابط في ثقب كير الأسود تنتج موجات جاذبية بتردد الأفق بفعل تأثير سحب-الإطار، وعلى العكس يبدو أن الرنين الهابط لثقب أسود شوارزشيلد بشكل موجات متشتتة متبقية من أواخر مرحلة الدوران الحلزوني، أي بدون إنتاج موجة مباشرة.
الكتلة النهائية للثقب الأسود الناتج من الإندماج تعتمد على تعريف الكتلة في النسبية العامة [الإنجليزية]، يتم حساب قيمة كتلة بوندي ({\displaystyle M_{B}}) بالإعتماد على «صيغة بوندي-ساك لخسارة الكتلة»:
{\displaystyle {\frac {dM_{B}}{dU}}=-f(U)}
حيث أن {\displaystyle f(U)} هو فيض موجات الجاذبية عند زمن التخلف [الإنجليزية] ({\displaystyle U}).
طاقة ارنويت-ديزر-ميسنر ADM، أو كتلة ADM هي الكتلة كما يتم قياسها على مسافة لانهائية متضمنةً كافة إشعاع الجاذبية المنبعث:
{\displaystyle M_{ADM}=M_{B}(U)+\int _{-\infty }^{U}F(V)dV}

## الشكل
إحدى المشكلات التي بحاجة إلى حل هي شكل أو طوبولوجية أفق الحدث خلال إندماج الثقوب السوداء. في النماذج العددية، عند إضافة جيوديسية إختبارية لمعرفة ما يحصل لأفق الحدث عند إقتراب الثقبان من بعضهما، يُظهر الناتج استطالة أو بروز في أفق الحدث لكلا الثقبين بشكل يشبه «منقار البطة» من الجهة المواجهة للثقب الآخر، يصبح هذا النتوء أطول وأضيق مع الزمن حتى يلامس نتوء الثقب الآخر وفي تلك اللحظة عند نقطة التماس، أفق الحدث ياخذ شكل (X) ضيق جداً، ينسحب النتوء حتى يصبح بشكل خيط رفيع وعند الإتصال تتسع نقطة التماس ليصبح الثقبان متصلان بممر بشكل إسطواني تقريباً يسمى «الجسر».
منذ عام 2011 توفقت النماذج عن إظهار أي أفق حدث بشكل حلقي، لكن لا زال بعض الباحثون يقترحون بأنه من الممكن نشوء أفق حدث حلقي، عن طريق إندماج عدة ثقوب سوداء في مدار واحد شبه دائري مثلاً.

## الإرتداد
نتيجة غير متوقعة يمكن أن تحصل أثناء إندماج ثقبين أسودين حيث يلاحظ أن موجات الجاذبية تحمل زخماً ينتج عنه تسارع لكلاً الثقبين بما يبدو أنه خرق واضح لقانون نيوتن الثالث، حيث يضيف مركز الجاذبية سرعة إرتداد تقدر بأكثر من (1000 كلم/ثا)، أقصى سرعة إرتداد يمكن الوصول لها تقترب من (5000 كلم/ثا) في حالة أن الثقبين الأسودين متساويين بالكتلة وفي مقدار البرم المغزلي لكن بتوجيه مثالي لإتجاه برمهما بحيث يعاكس احدهما الآخر، وموازيان لمستوي المدار أو قريبان من المحاذاة مع اتجاه الزخم الزاوي. هذه الحالة المثالية تولد ما يكفي من الدفع لإفلات مجرات عملاقة، لكن بتوجيهات أخرى يمكن حصول تأثيرات أصغر تصل إلى عدة مئات من الكيلومترات بالثانية، وهذه السرعة تكفي لقذف الثقبان في حالة الإندماج بعيداً عن العناقيد النجمية المغلقة، وهذا يمنع تكوين ثقوب سوداء ضخمة في قلوب تلك العناقيد، مما يقلل من إحتمالية حصول عمليات الإندماج التالية وبالتالي تقليل فرصة رصد موجات الجاذبية.
بالنسبة للثقوب السوداء عديمة البرم، أقصى سرعة إرتداد يمكن توليدها هي (175 كلم/ثا) في حالة نسبة الكتل تساوي 5:1.
للثقوب السوداء التي تملك برم مغزلي وعند محاذاة البرم الزاوي للثقبين مع مستوي المدار، ينتج الإرتداد سرعة حتى 5000 كلم/ثا في حال أن الثقبين متساويان بالكتل.
المعاملات ذات الأهمية في هذا الموضوع تشمل نقطة إندماج الثقبين، نسبة كتلتيهما، ومقدار نسبة الكتلة/الطاقة المتحولة إلى موجات جاذبية في الإصطدام المباشر تم حساب هذا الكسر بقيمة 0.002 أو 0.2%.
أحد أفضل المرشحين لثقوب سوداء فائقة الكتلة مرتدة هو CXO J101527.2+625911.

## دفع الهالة في النقل الفضائي
تم الإفتراض بأن ثنائي ثقوب سوداء يمكن أن يوفر طاقة دفع وزخم لمركبة فضائية بآلية سميت «القيادة بالهالة»، يستغل هذا الفرض الإنعكاس الهولوغرافي الذي يتم توليده من الجيوديسية الصفرية التي تدور في الخلف ثم حول أحد الثقوب السوداء قبل إعادتها إلى المركبة الفضائية. الإنعاكس الذي سيمر عبر هذه الجيوديسية الصفرية سيشكل طرفاً من مرنان ليزري، ومرآة مثبته على السفينة الفضائية ستشكل الطرف الآخر منه، حتى لو كانت السفينة الفضائية بحجم كوكب سيوفر لها هذا دفع متسارع كبير يفوق السرعة النسبية القريبة من الثقب الأسود. إذا تحقق هذا فيمكن لشبكة من الثقوب السوداء الثنائية أن توفر مصدراً للسفر عبر المجرة.